# کلرید پلاتین (II)
کلرید پلاتین(II) (به انگلیسی: Platinum(II) chloride) با فرمول شیمیایی پلاتینکلر۲ یک ترکیب شیمیایی است. که جرم مولی آن ۲۶۵٫۹۹ g/mol می‌باشد. شکل ظاهری این ترکیب، بلورهای سبز است.